# Sân bay Tres de Mayo
Sân bay Tres de Mayo (IATA: PUU, ICAO: SKAS) là một sân bay ở Puerto Asís, Colombia. Sân bay này có 1 đường băng dài 1625 m bề mặt nhựa đường.

## Các hãng hàng không và các tuyến điểm
Hiện có các hãng hàng không sau đây đang hoạt động tại sân bay Tres de Mayo:
- AIRES (Neiva)
- SATENA (Bogotá, Cali, Ipiales, Puerto Leguízamo)